# Curt Schrottky
Curt Schrottky, även känd som Carlos Schrottky, född 1874, död 1937 i Montecarlo, Argentina, var en tysk entomolog specialiserad på steklar.
Auktorsnamnet Schrottky kan användas för Curt Schrottky i samband med ett vetenskapligt namn inom zoologin; se Wikipedia-artiklar som länkar till auktorsnamnet.